# Raleigh Challenger 1988
Il Raleigh Challenger 1988 è stato un torneo di tennis facente parte della categoria ATP Challenger Series nell'ambito dell'ATP Challenger Series 1988. Il torneo si è giocato a Raleigh (Carolina del Nord) negli Stati Uniti dal 9 al 15 maggio 1988 su campi in terra verde.

## Vincitori

### Singolare
Barry Moir ha battuto in finale  Tobias Svantesson con il punteggio di 6–1, 6–2

### Doppio
Davi Macpherson /  Simon Youl hanno battuto in finale  Joh Sobel /  Phil Williamson con il punteggio di 7–5, 7–5